# Pantelis Psychas
Pantelis Psychas (griechisch Παντελής Ψύχας; * 1887; † im 20. Jahrhundert) war ein griechischer Wasserballspieler.

## Karriere
Psychas nahm 1920 erstmals an Olympischen Spielen teil. In Antwerpen erreichte er mit der griechischen Nationalmannschaft den sechsten Rang. Vier Jahre später folgte bei den Spielen in Paris seine zweite Teilnahme. Hier wurde die Mannschaft Zehnter.